# كارل غوستاف أف ليوبولد
كارل غوستاف أف ليوبولد (بالسويدية: Carl Gustaf af Leopold)‏ هو أمين مكتبة ومترجم وكاتب وشاعر سويدي، ولد في 3 أبريل 1756 في ستوكهولم في السويد، وتوفي بنفس المكان في 9 نوفمبر 1829.

## وصلات خارجية
- كارل غوستاف أف ليوبولد على موقع الموسوعة البريطانية (الإنجليزية)
- كارل غوستاف أف ليوبولد على موقع ميوزك برينز (الإنجليزية)